# Pateira de Fermentelos
A Pateira de Fermentelos ou simplesmente Pateira é uma lagoa natural, localizada no triângulo dos municípios de Águeda, Aveiro e Oliveira do Bairro, antes da confluência do Rio Cértima com o Rio Águeda. É circundada pelas freguesias de Óis da Ribeira, Fermentelos, Espinhel, Oiã e Requeixo.
A Pateira de Fermentelos, em conjunto com os vales dos rios Águeda e Cértima, foi inserida na lista de sítios Ramsar.
É uma das maiores lagoas naturais da Península Ibérica, sendo um local onde se realiza a tradicional apanha do moliço.

## Fauna e flora
É uma zona muito rica em fauna, flora e espécies aquáticas, incluindo diversas espécies de aves tais como: rabilas, curtos, pica-peixes, e vários tipos de patos.

Na flora podemos encontrar desde de nenúfares, canizia e bonhos.

A nível piscatório existem achigã, lúcio, carpa, tainha, perca, sendo conhecida pelos seus pimpões. Existem também grandes quantidades de lagostins-vermelhos (uma espécie invasora) e variadas espécies de anfíbios. 